# Christina Chang
Christina Chang (Taipei, 29 giugno 1971) è un'attrice taiwanese naturalizzata statunitense.
È nota per essere apparsa nelle serie televisive 24, CSI: Miami e Nashville.
Dal 2017 interpreta la dottoressa Audrey Lim, primaria di chirurgia, in The Good Doctor.

## Biografia
Chang è nata e cresciuta a Taipei, Taiwan, da padre cinese-filippino e madre bianca americana. Ha frequentato la Taipei American School e parla correttamente il mandarino. All'età di 17 anni, si è trasferita negli Stati Uniti per studiare teatro e cinema presso l'Università del Kansas. In seguito si trasferisce a Seattle, Washington dove si laureò all'università di Washington. Dopo la laurea, ottiene il suo primo ruolo da attrice in Naomi's Road al Children's Theatre di Seattle. In seguito, appare in una commedia off-broadway di Tina Landau. 
In seguito Chang si è trasferita a New York e ha recitato come guest star in vari programmi televisivi tra cui Cosby e Così gira il mondo. Ha ottenuto ruoli cinematografici in film come 28 giorni dopo e Destini incrociati. Chang è nota soprattutto per i suoi ruoli in televisione. 
Ha avuto un ruolo regolare nella serie televisiva Dragnet, e ha interpretato ruoli ricorrenti in 24 come Dr. Sunny Macer, e come procuratrice di Stato Rebecca Nevins in CSI: Miami.

## Filmografia

### Cinema
- Brother Tied, regia di Derek Cianfrance (1998)
- Destini incrociati (Random Hearts), regia di Sydney Pollack (1999)
- 28 giorni, regia di Betty Thomas (2000)
- Diner and a Movie, regia di Lisa Kors (2001)
- Die Hard - Vivere o morire (Live Free or Die Hard), regia di Len Wiseman (2007)
- Aline in the Sand, regia di Jeffrey Chernov (2008)
- Little Murder, regia di Predrag Antonijevic (2011)
- Almost Perfect, regia di Bertha Bay-Sa Pan (2011)
- Overnight, regia di Valerie Breiman (2012)
- The Honor List, regia di Elissa Down (2018)
- Press Play - La musica della nostra vita (Press Play), regia di Greg Björkman (2022)

### Televisione
- Così gira il mondo (As the World Turns) – soap opera, 1 puntata (1997)
- Cosby – serie TV, episodio 4x14 (2000)
- Ancora una volta (Once and Again) – serie TV, 3 episodi (2001)
- Senza traccia (Without a Trace) – serie TV, episodio 1x21 (2003)
- Dragnet – serie TV, 12 episodi (2003-2004)
- 24 – serie TV, 11 episodi (2003-2009)
- West Wing - Tutti gli uomini del Presidente (The West Wing) – serie TV, episodio 5x13 (2004)
- Medical Investigation – serie TV, episodio 1x04 (2004)
- Boston Legal – serie TV, episodio 1x16 (2005)
- Numb3rs – serie TV, episodio 2x06 (2005)
- Close to Home - Giustizia ad ogni costo (Close to Home) – serie TV, 5 episodi (2005-2007)
- The Mentalist – serie TV, episodio 2x05 (2009)
- CSI: Miami – serie TV, 10 episodi (2004-2010)
- Private Practice – serie TV, 4 episodi (2010)
- No Ordinary Family – serie TV, 2 episodi (2010)
- Suits – serie TV, episodio 1x04 (2011)
- Single Ladies – serie TV, 4 episodi (2011-2012)
- Revenge – serie TV, 2 episodi (2011-2012)
- Desperate Housewives – serie TV, 3 episodi (2012)
- Il socio (The Firm) – serie TV, episodio 1x04 (2012)
- Nashville – serie TV, 13 episodi (2013-2014)
- Childrens Hospital – serie TV, episodio 6x06 (2015)
- Extant – serie TV episodio 2x01 (2015)
- Rizzoli & Isles – serie TV, 9 episodi (2015-2016)
- Lucifer – serie TV, episodio 1x11 (2016)
- NCIS - Unità anticrimine (NCIS) – serie TV, episodio 13x15 (2016)
- The Good Doctor – serie TV, 115 episodi (2017-2024)

## Doppiatrici italiane
Nelle versioni in italiano nelle opere in cui ha recitato, Christina Chang è stata doppiata da:
- Alessandra Cassioli in Medical Investigation, NCIS - Unità anticrimine
- Michela Alborghetti in 24 (st. 7), Revenge
- Liliana Sorrentino in Die Hard - Vivere o morire
- Giò Giò Rapattoni in 24 (st. 3)
- Beatrice Margiotti in Close to Home - Giustizia ad ogni costo
- Barbara De Bortoli in CSI: Miami
- Eleonora De Angelis in The Mentalist
- Antonella Baldini in Private Practice
- Roberta Paladini in The Good Doctor
- Irene Di Valmo in Nashville
- Francesca Fiorentini in Unstable